# Szongino járás
Szongino járás (mongol nyelven: Сонгино сум) Mongólia Dzavhan tartományának egyik járása. Területe 2500 km². Népessége 1921 fő.
Székhelye Cavdan (Цавдан), mely 232 km-re északnyugatra fekszik Uliasztaj tartományi székhelytől.